# Diplommatina madaiensis
Diplommatina madaiensis là một loài land snails với một nắp, terrestrial gastropoda molluscas trong họ Diplommatinidae.
Đây là loài đặc hữu của Malaysia. Môi trường sống tự nhiên của chúng là các khu rừng ẩm ướt đất thấp nhiệt đới hoặc cận nhiệt đới. Nó bị đe dọa do mất môi trường sống.